# Tizourgane
Tizourgane est un village fortifié situé dans l'anti-atlas occidental, dans la province de Chtouka-Aït Baha dans la région de Souss-Massa au Maroc.

## Position
L'endroit où se trouvent seulement une cinquantaine de maisons se trouve à environ 100 km au sud-est de la ville d'Agadir sur un sommet de anti-atlas à 1150 mètres de hauteur environ, entre Aït Baha et Tafraoute. La position de l'endroit sur un sommet se justifie par une mesure de défense, mais aussi afin de ménager la terre, plus féconde dans les vallées, même si des cultures en terrasses ont également permis d'utiliser les pentes montagneuses.

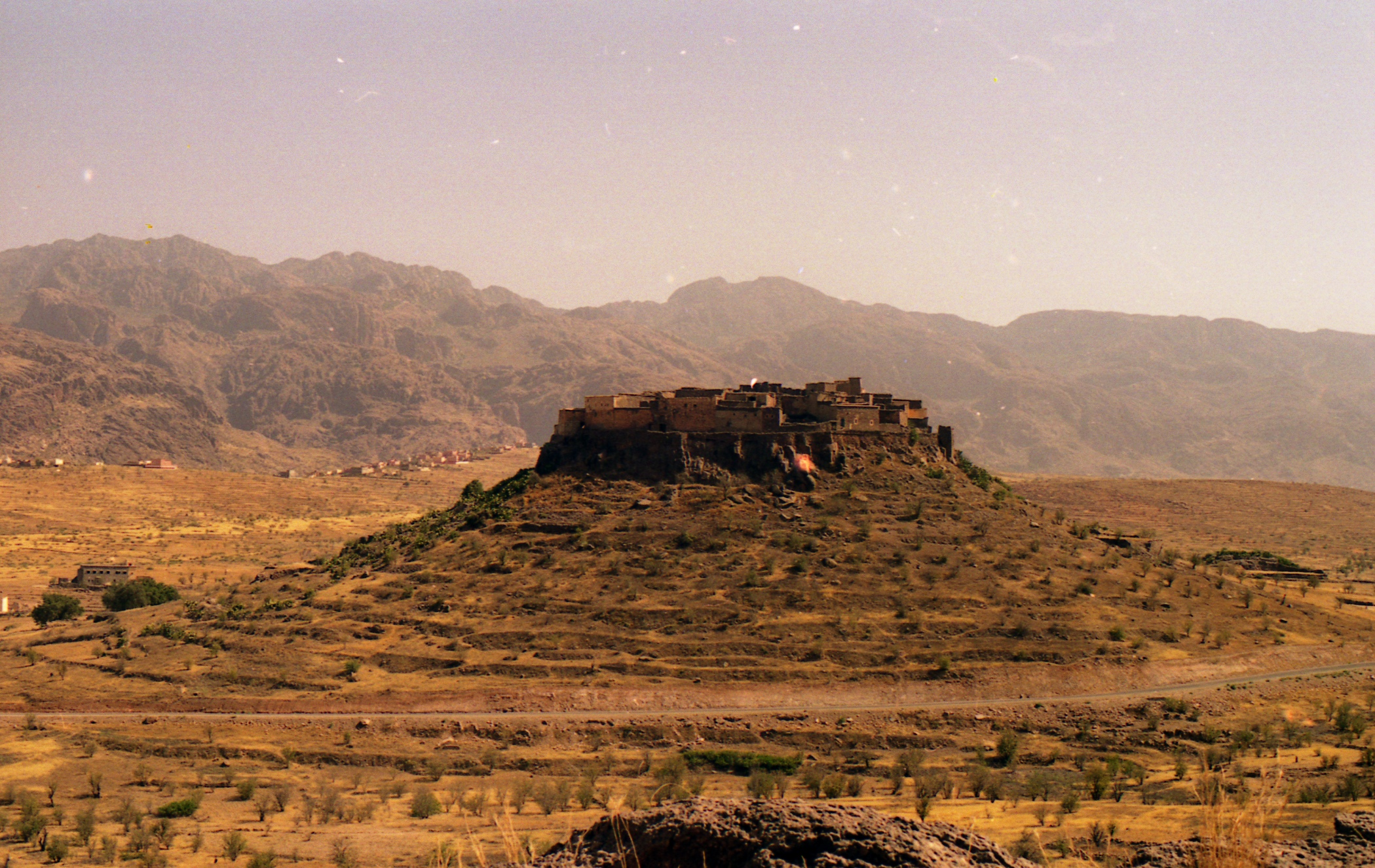
Vue générale.
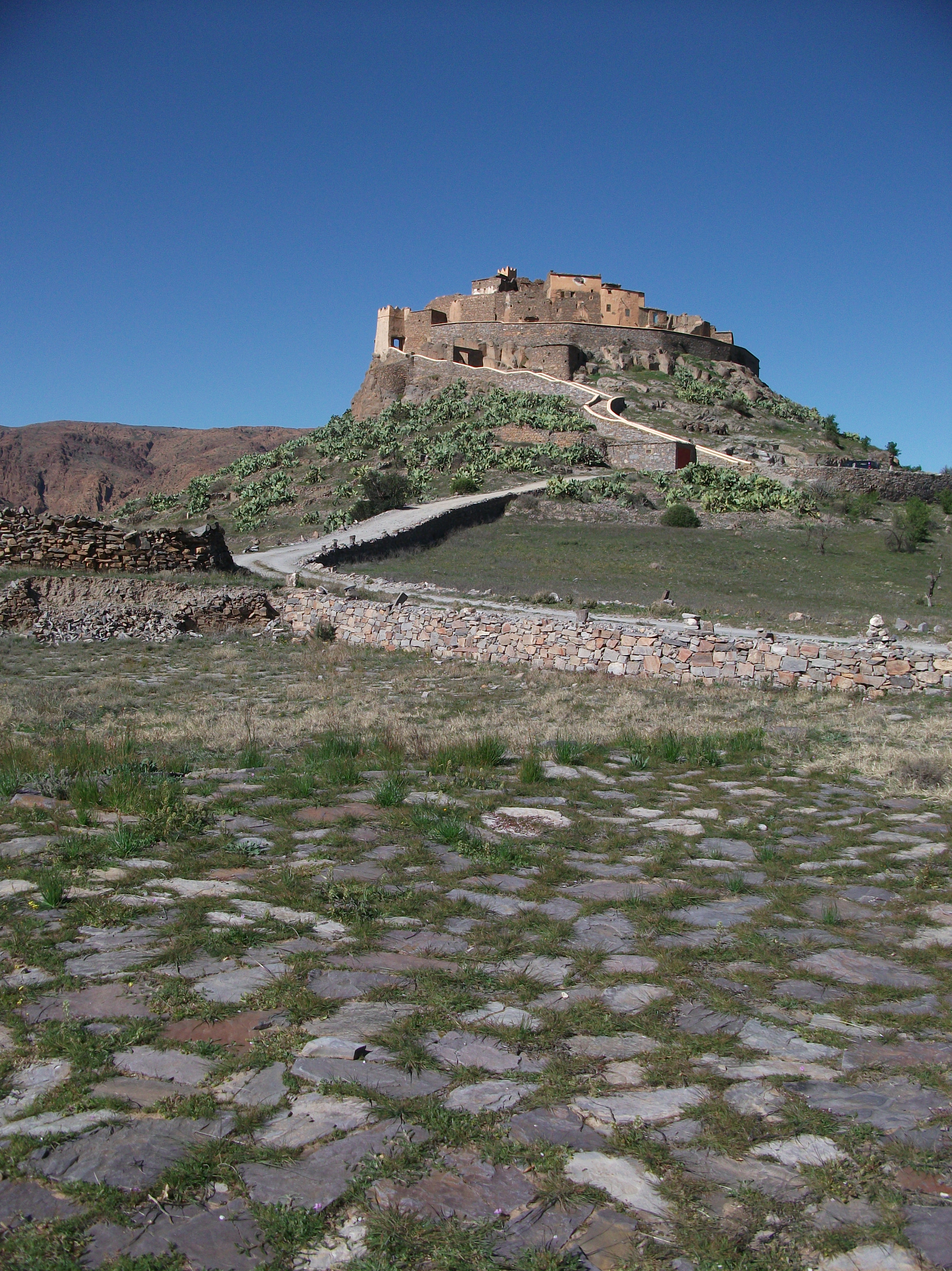
Au premier plan, une aire de battage.
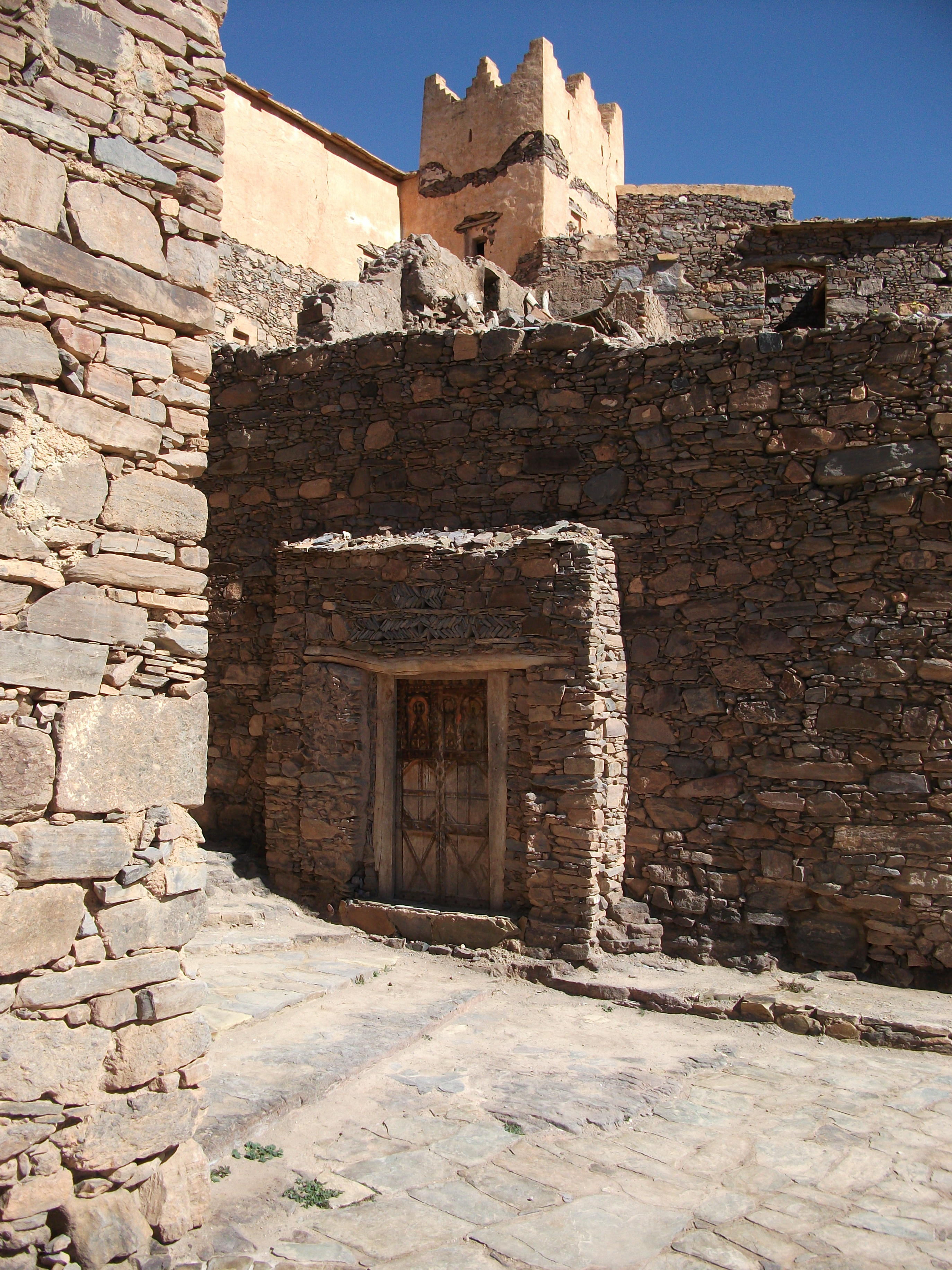
Les maisons du village sont toutes assemblées à partir de décombres. Le linteau d'une maison doté d'un motif à chevrons peut être aperçu. Au cours du XXe siècle, certaines maisons ont été plâtrées.

## Histoire
Comme pour presque tous les endroits habités par des berbères, il n'y a  de l'histoire de Tizourgane aucune trace écrite. Les habitants de l'endroit étaient principalement sédentaires, vivaient essentiellement des revenus de leurs champs et animaux domestiques selon un principe d'autarcie; ils étaient contraints de protéger leurs possessions contre les empiétements des errants (Nomades) ou villages voisins et des tribus inamicales. Après une catastrophe climatique, due à une pluviométrie très faible dans les années 70 et 80, l'endroit fut presque totalement abandonné - comme ce fut le cas pour la très proche Tioulit - par ses habitants.  Avec des fonds publics et privés Tizourgane a été en grande partie restaurée après le tournant du millénaire; quelques maisons sont cependant encore à l'état de ruine.